# Rhodacarus haarlovi
Rhodacarus haarlovi är en spindeldjursart som beskrevs av V.P. Shcherbak 1977. Rhodacarus haarlovi ingår i släktet Rhodacarus och familjen Rhodacaridae. Inga underarter finns listade i Catalogue of Life.